# ウィキプロジェクト
ウィキプロジェクト（英語: Wikiproject）は、ウィキにおいて特定の編集目標ないしある分野に関する目標を達成するために組織されるグループないし複数の参加者。ウィキプロジェクトは最大級のウィキサイトであるウィキペディアにおいて盛んであり、 ウィクショナリー、ウィキソース、ウィキクオートといった姉妹プロジェクトにも波及している。

## ウィキペディアにおけるウィキプロジェクト
ウィキペディアのウィキプロジェクトの中には、外部的な組織を伴い、ある領域に関連のある協力活動を果たすには十分すぎるものもある。たとえば、2014年にコクラン共同計画は「ウィキペディアの医学情報の信頼性とアクセシビリティを向上させるべく」ウィキペディアのウィキプロジェクト：医学(英語版)参加することを発表している。
ウィキペディアには数百ものウィキプロジェクトが存在し、それらは扱うトピックとメンテナンス作業領域によって分けられている 。トピックのウィキペディアのウィキプロジェクトで共通的に扱われる問題に、その領域に含まれる記事の質のアセスメントがある ウィキペディアやその姉妹プロジェクトでは、ウィキプロジェクトはプロジェクト名前空間に配置され 、記事とウィキプロジェクトの間の連関性に関わるメタ情報は通常記事に付随するノートページに置かれる 。ウィキプロジェクトは特定の興味関心を持つ複数の編集者間のとりきめの追加的な方法となり、またそのような編集者らの生産性向上に資する 。参加を奨励し効果を集中させるため、ウィキペディアのウィキプロジェクトでは「協力週間」のような催し 、ないしはある記事を「秀逸な」状態まで押し上げることを指示することがある 。「ウィキプロジェクト委員会」(WikiProject Council)はウィキプロジェクトの活動の発展を促進し、ウィキプロジェクト間の対話と協同の中心軸の役割を果たすグループである。
ウィキペディアに関する2008年の学術研究は、 方針文書とウィキプロジェクト文書の編集をする人は記事を最低10記事程度しか書いていない事実から、ウィキプロジェクトへの参加は実質上管理者になるチャンスを高めるとの結論を下している 。

### ウィキプロジェクトと記事の重要性・質のアセスメント
英語版ウィキペディアには2000以上のウィキプロジェクトが存在し、その活動の程度は様々である。
2007年、印刷版の準備に当たって英語版ウィキペディアは記事の質のアセスメント基準を導入した 。記事はウィキプロジェクトによって評価される。記事の質の階級の範囲は、「スタブ」（とても短い記事）から始まり、質が上がるごとに「スタート」「C」「B」と続いていく。記事が上級レベルの質である「A」 「良質な記事」そして最高の「秀逸な記事」となるにはコミュニティによる査読を要する。440万記事のアセスメントが2015年に行われ、秀逸な記事は5000記事(0.12%)、秀逸な一覧は2000記事(0.04%)であった。編集者たちによって選出された「今日の秀逸な記事」はウィキペディアのメインページに掲げられている。
記事はウィキプロジェクトが判断する「重要性」によっても評価されることがある。ここにおいては重要性のカテゴリーは「低」「中」「高」「最高」と評価が不明な「？」の5段階に分けられている。ある記事に対して、異なるウィキプロジェクトが異なる重要性をつけることもある。
Wikipedia Version 1.0 Editorial Team（英語版）は、以下に掲げるような英語版ウィキペディアにおけるすべての質・重要性評価付けされた記事の表を開発してきた。複数のウィキプロジェクトから異なる評価を受けている記事に関しては、最も高い評価が採用されている。このデータはソフトウェアによって自動的に更新される。
研究者のGiacomo Poderiは秀逸な記事になる記事は小数の編集者による集中的な編集を経ていることを明らかにしている 。2010年の研究では、秀逸な記事間での質のばらつきがあることを明らかにし、コミュニティの中での過程が記事の質のアセスメントには効果的でないと結論付けている。
英語版ウィキペディア上の550万記事・リストの重要性別分類。2017年1月29日現在